# 거유풍적지방
《거유풍적지방 : 바람이 머무는 곳》(去有风的地方)은 2023년 방송되었던 중국의 드라마이다.

## 줄거리
- 쉬훙더우는 5성급 호텔의 매니저로 바쁘게 살았지만, 가장 친한 친구 천난싱의 죽음을 계기로 회사를 그만둔다. 천난싱이 가고 싶어 했던 윈난성으로 혼자 여행을 온 쉬훙더우는 윈먀오촌의 '유풍소원'으로 숙소를 정한다. 쉬훙더우는 천난싱의 마지막 당부를 떠올리며, 여러 사람을 사귀고 다양한 것을 즐기며 점차 마음의 안정을 찾아간다.

## 등장 인물
- 류이페이 - 쉬홍더우 역
- 리셴 - 셰즈야오 역
- 후빙칭 - 린나 역
- 뉴쥔펑 - 후요위 역
- 도송암 - 마치우산 역
- 쑹팡위안 - 샤오밍 역
- 쩡순시 - 장밍위 역
- 우첸 - 천난싱 역
- 요안나 (姚安娜) - 시에친 역
- 궁베이비 - 쉬홍미 역
- 학평 (郝平) - 쉬지엔궈 역
- 장뢰 (张磊) - 양더칭 역
- 하오원팅 - 선샤오메이 역
- 자오페이린 - 홍홍 역
- 동청 (董晴) - 쉬에샤오춘 역
- 오언주 (吴彦姝) - 쉬에아오니 역
- 사팽원 (史彭元) - 쉬에샤오샤 역
- 마몽유 (马梦唯) - 다마이 역
- 조자기 (赵子琪) - 바이만쥔 역
- 애려아 (艾丽娅) - 펑이 역
- 류미함 (Mika) - 뤄리 역
- 이가명 (李嘉铭) - 리우쉬 역

## 수상 목록
- 2023년 제18회 서울 드라마 어워즈 장편 부문 작품상

## 참고 사항
- 드라마 이가인지명을 연출했던 정재광 감독이 2년만에 선보이는 신작으로 극중 리하이차오 역을 맡았던 도송암과 인연이 있다.
- 극중 셰즈야오 역을 맡았던 리셴은 아적시대, 니적시대 이후 2년만에 복귀하는 작품이기도 하다.
- 대한민국의 드라마 《갯마을 차차차》를 표절했다는 이유로 논란을 받고 있다